# Houéyogbé
 Houéyogbé  é uma vila, arrondissement, e comuna no departamento de Mono do sudoeste da Benim. A comuna cobre uma área de 290 quilómetros quadrados e a partir de 2002 tem uma população de 74,492 pessoas.